# アントワープ交響楽団
アントワープ交響楽団 (英語: Antwerp Symphony Orchestra) は、ベルギー・アントウェルペン州の州都アントウェルペンにあるオーケストラ。アントウェルペンのクイーン・エリザベス・ホールを本拠地とする。フランドルコミュニティの七大芸術機関の1つであり、同地域における最も重要な文化的代表機関の1つとなっている。

## 概要
1955年の創立以来、アントワープ交響楽団はクラシック音楽と現代音楽の交響的作品のレパートリーにより、できる限り幅広い層の聴衆に音楽を届けることを使命としてきた。ベルギーでは、アントワープ交響楽団は本拠地であるアントワープでの毎シーズンの公演に加え、東フランダース(Muziekcentrum De Bijloke)、西フランダース(Concertgebouw Brugge)、リンブルグ(Cultuurcentrum Hasselt)、ブリュッセル(Bozar/Paleis voor Schone Kunsten/Centre for Fine Arts)でも公演を行っている。フランダースの文化大使として、オーケストラは毎シーズン欧州内外で海外ツアーを行っている。
また、定期公演の他、若者向けのイニシアチブや障害者または移民の背景をもつ人々を対象とした社会的プロジェクトにも取り組んでいる。2016年には、これらの活動により、フランドル公共ラジオ放送局のKlaraより “Iedereen Klassiek” 賞を受賞した。
2015年以来、ヨースト・メガーマン(Joost Maegerman)がオーケストラのマネージングディレクターを務めている。

## 名称
オーケストラは創設以来、何度か名称を変更している。
- アントワープ交響楽団（2017年4月より）
- ロイヤル・フランダース・フィルハーモニー管弦楽団(Koninklijke Filharmonie van Vlaanderen / Royal Flemish Philharmonic)、略称 DeFilharmonie（2002年9月より）
- Koninklijk Filharmonisch Orkest van Vlaanderen（1985年7月より）
- Filharmonisch Orkest van Vlaanderen（1983年1月より）
- アントウェルペン・フィルハーモニー管弦楽団(De Philharmonie van Antwerpen)（1955年創設時)

## 起源と歴史

### 起源
オーケストラは、アントワープのフィルハーモニー協会の長い歴史の一部をなしている。その最も古い先駆けとなるのはSociété Royale d’Harmonie d’Anvers（現在もSorodhaの名前で運営）である。1814年に創設されたこの音楽団体は、多数の会員を抱え、クラシック音楽を通してアントワープ住民の教養を促し、育むという非常にブルジョワ的な啓発的題目を掲げている。
アントワープ交響楽団のルーツは直接Koninklijke Maatschappij voor Dierkunde (KMDA)、すなわちアントワープの王立動物学会(Royal Zoological Society)にまで遡ることができる。同学会は1843年に設立されて以来、動物学と自然保護を重視してきた。1895年、そのメンバー向けにコンサートを開催するため、Koninklijke Maatschappij voor Dierkunde によって交響楽団が創設された。夏季には、これらの‘Dierentuinconcerten’すなわち動物園コンサートが動物園で開催されていた。冬季には、1897年に建立された‘Grote Feestzaal’（グレート・フェスティバル・ホール、現在のクイーン・エリザベス・ホールの前身）に移動し、これらのコンサートを行った。エドワード・カーヴェル(Edward Keurvels)、後にフロール・アルパーツ(Flor Alpaerts)の指揮により、プログラムではエドヴァルド・グリーグ、セザール・フランク、エクトル・ベルリオーズなどの作曲家の作品が演奏された。フランドル地方の作曲家であるワエルプット(Waelput)、ブロックス(Blockx)、ワンバック(Wamback)、デ・モル(De Mol)などの作品も取り上げられた。
1903年、アントワープに、Lodewijk Mortelmansを指揮者とするもう1つのオーケストラ、Maatschappij der Nieuwe Concerten van Antwerpenが創設された。グスタフ・マーラー、ジークフリート・ワーグナー、ハンス・リヒター、リヒャルト・シュトラウス、セルゲイ・ラフマニノフらがこのオーケストラの客演指揮者を務めました。モルテルマンスの指揮で、パブロ・デ・サラサーテ、ジャック・ティボー、パブロ・カザルス、およびフリッツ・クライスラーなどのソリストが共演した。

### Vzw De Philharmonie（1955～1983年）
Koninklijke Maatschappij voor Dierkunde（アントワープの王立動物学会）とMaatschappij der Nieuwe Concertenのオーケストラは第2次世界大戦後に解散しました。戦争中、近代的なエンターテイメントの場所の多くが甚大な被害を受け、同市に残存するコンサートホールはごくわずかであった。1950年代、一時的なオーケストラを結成し、オーケストラに適した場所を見つけることは困難であった。さらに、アントワープのプロのオーケストラは、オーケストラピットで特別な役割を果たしていたKoninklijke Vlaamse Opera（王立フランドルオペラ）のオーケストラの1つのみだった。
1955年11月12日、ガストン・アリエン(Gaston Ariën)は、ジェフ・マース(Jef Maes)、J.A.ツバイセン(Zwijsen)、スティーブン・キャンダエル(Steven Candael)との協力により、非営利団体としてデ・フィルハーモニー(De Philharmonie)を創設。1956年1月19日、リハーサルが開始され、およそ50回のリハーサルを経て、1956年12月10日に初のコンサートがオペラハウスで開催された。
オーケストラにとって恒久的な施設を見つけることは非常に困難だった。アントワープの王立動物学会/Koninklijke Maatschappij voor Dierkundeの‘Grote Feestzaal’は、オーケストラを収納できる広さのホールとしては同市で唯一の場所だった。しかしこのホールは1958年に解体され、同じ場所にクイーン・エリザベス・ホールが建設された。このため、デ・フィルハーモニーは、動物園のアルフェラッツルーム、Zuid（後にZillionと呼ばれるナイトクラブとなる）にあるオリンピアスポーツホールなど、同市の様々な場所でリハーサルを行った。
1959年、オランダ人のエデュアー・フリプス(Eduard Flipse)がデ・フィルハーモニーの初の常任指揮者に就任。1960年代、デ・フィルハーモニーは全盛期を迎た。1960年、エリザベス王妃により、王妃の名を冠するクイーン・エリザベス・ホールがオープン。それ以降、オーケストラは専属のホールを持つこととなった。フランドルの公共ＴＶ放送局のBRTも、定期的にオーケストラの演奏を放送した。
1970年、フリプスは退任。ヴァレール・ルナ―(Valère Lenaerts)を含むオーケストラの様々なメンバーが指揮者を務め、3年後、エンリケ・ホルダ(Enrique Jordá)が後任指揮者となった。1975年から1983年まで、アンドレ・ヴァンデルノート(André Vandernoot)がオーケストラの客員指揮者を務めた。
1980年以降、デ・フィルハーモニーはdeSingelとの提携を開始、Koninklijk Vlaams Conservatorium（アントワープ王立音楽院）の創設者であるペーテル・ブノワ(Peter Benoit)の夢は何十年も経て実現した。オーケストラは、ついにその故郷において2つ目の本格的なホールを拠点とすることができた。しかしながら、予算面では急激に事態は悪化した。フランドル文化大臣であるカレル・ポマ(Karel Poma)はオーケストラを解散すると脅した。このため監査が実施され、抜本的な再編成が必要であるという結論が下された。

### De Filharmonie van Vlaanderen（1983～1985年）
監査報告書の調査結果を受け、1983年、De Filharmonie van Vlaanderenの名称で新しい非営利組織が創設された。エミール・チャカロフ(Emil Tchakarov)が常任指揮者となり、新たに設立された役員会の役員に任命された。規制変更を受け、オーケストラは再びコンサートを自ら開催できるようになった。

### Koninklijk Filharmonisch Orkest van Vlaanderen（1985～2002年）
1985年、オーケストラはKoninklijk Filharmonisch Orkest van Vlaanderenに改名された。
1987年、ギュンター・ノイホルト(Günter Neuhold)が新しい常任指揮者に任命された。彼はリュック・ブレウェイズなどのフランドルの現代音楽の作曲家による作品を重点的に取り扱った。1996年、オーケストラは、アントワープのエイランジェ近郊の新しい建物で、リハーサルのための永久的な場所を与えられた。
1998～1999年のシーズンには、フィリップ・ヘレヴェッヘがアーティスティックディレクターとしてオーケストラに参加した。以来、彼はオーケストラに永久的なポストを保持している。

### deFilharmonie - ロイヤル・フランダース・フィルハーモニー管弦楽団（2002～2017年）
国際的な関心が高まる中、オーケストラには2002年、deFilharmonie（ロイヤル・フランダース・フィルハーモニー管弦楽団）という新しい名称が与えらた。
2008年、ヤープ・ヴァン・ズヴェーデン(Jaap van Zweden)が常任指揮者に、マーティン・ブラビンス(Martyn Brabbins)が永久客員指揮者に、フィリップ・ヘレヴェッヘが首席指揮者に任命された。これにより、オーケストラには確固とした芸術的基礎が築かれた。2011年、常任指揮者のヤープ・ヴァン・スヴェーデンの後任指揮者としてエド・デ・ワールトが就任した。2009年、フランドルのマスターアーキテクトとの協議とフランドル・コミュニティの支援を得て、deFilharmonieをレジデント・オーケストラとする新しいクイーン・エリザベス・ホールの建設が決定された。
3年間の改装後の2016年11月、マチルダ王妃により、同じ場所に新しいクイーン・エリザベス・ホールがオープンし、deFilharmonieはこの新しいホールで4つの就任コンサートを行いました。それ以来、オーケストラはクイーン・エリザベス・ホールでリハーサル、公演、録音を行っている。

### アントワープ交響楽団（2017年～）
国際的な魅力を持つこの新しいコンサートホールは、またしても改名されることになった。2017年4月3日、オーケストラはアントワープ交響楽団に改名された。
2017～2018年のシーズン以来、アントワープ交響楽団はdeSingelとの提携により、毎年クイーン・エリザベス・ホールに海外のオーケストラを迎えている。
2019～2020年のコンサートシーズンの初め、エリム・チャンがアントワープ交響楽団の新しい常任指揮者となった。このポジションを引き受けた当時若年31歳であったエリム・チャンは、オーケストラの歴史上最年少の常任指揮者となった。
2026年からマルク・アルブレヒトが首席指揮者に就任することが発表された。

## コンサート

### 開催場所
クイーン・エリザベス・ホールでのコンサートに加え、オーケストラは毎年、deSingel、De Roma、AMUZ、聖チャールズ ボロメオ教会、聖母大聖堂、Sint-Janspleinなど、アントワープのその他の場所でも公演を行っている。オーケストラが演奏するその他のホールには、ブリュッセルのCentre for Fine Arts、ブルージュのConcertgebouw、ゲントのMuziekcentrum De Bijloke、ハッセルトのCCHAなどがある。
フランダースの文化大使として、アントワープ交響楽団は、サンクトペテルブルクのフィルハーモニーホール、北京の国家大劇院、ウィーンの楽友協会およびコンツェルトハウス、アムステルダムのコンセルトヘボウ、東京のサントリーホールおよび東京文化会館、ブダペストの芸術宮殿など、海外のコンサートホールでも公演を行っている。2019年4月、アントワープ交響楽団は、ラテン・アメリカツアーを行った初のフランドルオーケストラとなった。コンサートはボゴタ（コロンビア）のTeatro Mayorとサンパウロ（ブラジル）のSala São Pauloで行われた。

### 伝統
アントワープ交響楽団には多数の伝統行事、つまり（毎年）繰り返し行われる数多くのコンサートがある。
毎年、アントワープ交響楽団は、アントワープの聖母大聖堂での大聖堂コンサート、聖チャールズボロメオ教会でのクリスマスコンサート、クイーン・エリザベス・ホールでのニューイヤーコンサートを開催している。さらに、9月の第1週末に開催されるアントワープのSint-Janspleinでの野外コンサートで、10年以上にわたり、ポピュラーなクラシック音楽プログラムの演奏会を行っている。

## 録音
アントワープ交響楽団はPHI、BISレコード、およびPentaTone Classicsなどの著名なクラシックレーベルによるレコーディングを行っている。

## 教育およびアウトリーチプログラム
教育とアウトリーチグループには多くのイニシアチブがあり、それによりアントワープ交響楽団は社会的・教育的使命を果たしてる。オーケストラは持続的な文化体験を育み、子供、若者、および恵まれない人々や多様な文化背景を持つ人々がクラシック音楽に触れる機会を提供している。特に子供や若者を対象とするこの種のプロジェクトは、アントワープ交響楽団の伝統的な特徴となっている。
機関として、アントワープ交響楽団は、いくつかのユースオーケストラ（2007年創設のRe-Mix Orchestra、2018年創設のAntwerps Jeugdorkest、2018年創設のYouth Orchestra Flanders）を支援している。また、2018年にはアントワープ交響楽団アカデミーを創設した。また、Musicaの2年に一度のSoundMine作曲インターンシップにも参加している。

## 指揮者

### 首席指揮者
- 2026年～ マルク・アルブレヒト(Marc Albrecht) 次期首席指揮者[15][16]
- 2019年～2024年 エリム・チャン(Elim Chan)[25]
- 2011～2016年 エド・デ・ワールト(Edo de Waart)
- 2008～2011年ヤープ・ヴァン・ズヴェーデン(Jaap van Zweden)
- 2002～ 2008年 ダニエレ・カッレガーリ(Daniele Callegari)
- 1998年フィリップ・ヘレヴェッヘ(Philippe Herreweghe)（1998年よりアントワープ交響楽団の永久ポスト保持）
- 1995～1998年 グラント・ルウェリン(Grant Llewellyn)
- 1991～1995年ムハイ・タン(Muhai Tang)
- 1986～1991年ギュンター・ノイホルト(Günter Neuhold)
- 1983～1986年エミール・チャカロフ(Emil Tchakarov)
- 1975～1983年アンドレ・ヴァンデルノート(André Vandernoot)
- 1970～1975年エンリケ・ホルダ(Enrique Jordá)
- 1959～1970年 エドゥアルド・フリプセ(Eduard Flipse)

### 監督者/マネージングディレクター
- 2015年～現在 ヨースト・メガーマン(Joost Maegerman)
- 2009～2015年 ハンス・ヴェルビュト(Hans Verbugt)
- 2009年 ジャン・ピエール・グルター(Jean Pierre Grootaers)
- 2004～2008年 ハンス・ヴァーゲ(Hans Waege)
- 2000～2004年 ヤン・レイス(Jan Raes)
- 1993～2000年 ルック・ヴァンアッカ―(Luc Vanackere)
- 1991～1992年 マーク・アンセウ(Marc Anseeuw)
- 1986～1991年 ルック・ヴァンアッカ―(Luc Vanackere)
- 1984～1986年 マーク・クレミュール(Marc Clémeur)
- 1964～1983年フランソワ・キュヴェイエ(François Cuvelier)

## ディスコグラフィー（選集）
- バート・ヨリス(Bert Joris)：Dangerous Liaison（ブリュッセルジャズオーケストラとの共演）
- クロード・ドビュッシー / リュック・ブレウェイズ：プレリュード - 交響楽団による再構成、ダニエレ・カッレガーリ指揮（2005年）
- ルートヴィヒ・ヴァン・ベートーヴェン：交響曲第4番変ロ短調、作品60、交響曲第7番イ長調、作品92、フィリップ・ヘレヴェッヘ指揮（2005年）
- モーリス・ラヴェル - 管弦楽：ムソルグスキー – ドビュッシー – シャブリエ - シューマン
- ギヤ・カンチェリ(Giya Kancheli)：Simi（チェロとオーケストラ）、Magnum Ignotum（木管アンサンブル）
- カレヴィ・アホ(Kalevi Aho)：トロンボーン協奏曲、トランペット協奏曲、マーティン・ブラビンス指揮
- アントニン・ドヴォルザーク：ヴァイオリン協奏曲、交響曲イ短調、作品53 / スーク：幻想曲 ト短調 作品24、愛の歌 作品7、アラン・ブリバエフ(Alan Buribayev)指揮
- ヴィルヘルム・ステーンハンマル：交響曲第2番、クリスティアン・リンドベルイ指揮
- ロベルト・シューマン：交響曲第2番 & 第4番、フィリップ・ヘレヴェッヘ指揮

この一部のセレクションの他にも、アントワープ交響楽団（deFilharmonie、ロイヤル・フランダース・フィルハーモニー、Koninklijk Vlaams Filharmonisch Orkest）は、ベルギーの作曲家、ぺートル・ブノワ(Peter Benoit)、アウグスト・デ・ブーク(August De Boeck)、ジョゼフ・カラーツ(Josef Callaerts)、ウィム・ヘンドリックス(Wim Henderickx)、リュック・ファン・ホーフェ(Luc Van Hove)、ジョゼフ・ジョンゲン(Joseph Jongen)、ジェフ・マース(Jef Maes)、アルトゥール・ミュールマンス(Arthur Meulemans)、ローデヴァイク・モルテルマンス(Lodewijk Mortelmans)、ノーベール・ロッソ―(Norbert Rosseau)、アドルフ・サミュエル(Adolphe Samuel)、アンリ・ヴュトン(Henri Vieuxtemps)、およびウジェーヌ・イザイ(Eugène Ysaÿe)などによる作品を、多くの場合マーティン・ブラビンズ(Martyn Brabbins)による指揮で録音しています。

## 文献
Jan de Zutter, Jan Dewilde, Tom Eelen: Van de Philharmonie tot deFilharmonie, Antwerp, 2005, 287 p.